# Jordi Torres
Jordi Torres Fernández (Rubí, España; 27 de agosto de 1987) es un piloto español de motociclismo que compite en el Campeonato del Mundo de Motociclismo de MotoE con el equipo Openbank Aspar Team, resultó campeón en 2020 y 2021 con Pons Racing, y subcampeón en 2023.

## Carrera profesional
Tras seis años compitiendo en minimotos —de 1993 a 1998— Jordi Torres se pasó a los scooters de 50cc, y en 1999 consiguió su primer título proclamándose campeón de Cataluña de Scooters 50 cc. 
En combinación con los scooters, compitió en el Open RACC de 50cc, donde vivió su primer contacto con motos de carreras. Todos esos méritos hicieron que Alberto Puig se fijara en él para las pruebas de la Copa Movistar, y consiguió una plaza tras superar el proceso de selección en el Circuito de Albacete. 
En 2001 y 2002 supusieron sus dos primeras temporadas en el campeonato de España de 125cc. De 2003 al 2006 corrió el CEV de Supersport con una Yamaha R6 de 600cc. Dio el salto a la categoría de Fórmula Extreme en 2007, también del CEV, de la mano del equipo PromoRacing. Gracias a su buen rendimiento el Team Merson le ofreció una CBR 1000cc para la temporada siguiente, pero en mitad de la misma el presupuesto se evaporó y Jordi tuvo que volver al equipo PromoRacing.
En 2009 volvió a Supersport de la mano del equipo Team Griful y ganó dos carreras. La siguiente campaña defendió los intereses del equipo PromoHarris en la primera temporada del CEV de Moto2, y en 2011 se proclamó campeón de España de Moto2 ganando con solvencia la categoría intermedia de la mano del Team Laglisse.

### Campeonato del Mundo
Su evolución, pero sobre todo sus buenas maneras, le dieron la oportunidad de competir en el Campeonato del Mundo hasta el final de temporada con el Mapfre Aspar Team. El conjunto valenciano le brindó la oportunidad de disputar su primera temporada completa para hacerse un hueco en la reñida categoría intermedia en 2012. En 2013 siguió con el equipo de Aspar y consiguió hacer realidad su sueño, al imponerse en el GP de Alemania.
En 2015, Torres apostó por continuar su exitosa trayectoria deportiva saltando al Campeonato del Mundo de Superbike de la mano del Red Devils Aprilia. En este escenario, el español parece haber encontrado su medio natural, pues sobresalió desde las primeras citas de la temporada y cerró la campaña en 5.ª posición para confirmarse como el Mejor Debutante del Año. Además, culminó el curso alcanzando su primera victoria en la Carrera 1 de Catar. En 2016, Torres se integró en el Althea Racing tras su asociación con BMW Motorrad Motorsport y ha competido durante dos temporadas al manillar de una BMW S1000 RR. Aunque el catalán ha sabido exprimir siempre las posibilidades de la montura alemana, no ha podido aumentar su cómputo de podios y victorias. Tras cerrar la campaña 2017 con un top 4 como mejor resultado y la 9.ª posición en la general, Torres encaró un nuevo reto en 2018 como piloto del MV Agusta Reparto Corse Team.Con este disputó 22 carreras ocupando la 12+1 posición.
A falta de dos rondas para que finalice la temporada del WSBK, el piloto rubinense ha decidido dedicarse por completo a MotoGP después de la finalización del contrato con MV Agusta en el Campeonato del Mundo de Superbike. Una decisión que permite al piloto centrarse en la clase reina en la que está reemplazando con los colores Reale Avintia Racing, el lesionado Tito Rabat.

## Resultados

### Campeonato Mundial de Supersport

#### Carreras por año
(Carreras en negrita indica pole position, carreras en cursiva indica vuelta rápida)
| Año  | Moto   | 1   | 2   | 3       | 4   | 5   | 6   | 7   | 8   | 9   | 10  | 11     | 12  | Pos. | Pts. |
| ---- | ------ | --- | --- | ------- | --- | --- | --- | --- | --- | --- | --- | ------ | --- | ---- | ---- |
| 2006 | Yamaha | QAT | AUS | SPA DSQ | ITA | EUR | SMR | CZE | GBR | NED | GER | ITA 24 | FRA | NC   | 0    |

### Campeonato del Mundo de Motociclismo
Sistema de puntuación de 1993 hasta 2022:
| Posición | 1.º | 2.º | 3.º | 4.º | 5.º | 6.º | 7.º | 8.º | 9.º | 10.º | 11.º | 12.º | 13.º | 14.º | 15.º |
| Puntos   | 25  | 20  | 16  | 13  | 11  | 10  | 9   | 8   | 7   | 6    | 5    | 4    | 3    | 2    | 1    |

#### Por temporada
| Temp. | Cat.   | Moto        | Equipo                  | Carreras | Victorias | Podios | Poles | V.Ráp. | Pts. | Pos. |
| ----- | ------ | ----------- | ----------------------- | -------- | --------- | ------ | ----- | ------ | ---- | ---- |
| 2010  | Moto2  | Promoharris | MR Griful               | 1        | 0         | 0      | 0     | 0      | 0    | NC   |
| 2011  | Moto2  | Suter       | Mapfre Aspar Team Moto2 | 10       | 0         | 0      | 0     | 0      | 0    | NC   |
| 2012  | Moto2  | Tech 3      | Tech 3 Racing           | 9        | 0         | 0      | 0     | 0      | 31   | 19.º |
| 2012  | Moto2  | Suter       | Mapfre Aspar Team Moto2 | 9        | 0         | 0      | 0     | 0      | 31   | 19.º |
| 2013  | Moto2  | Suter       | Mapfre Aspar Team Moto2 | 17       | 1         | 3      | 0     | 1      | 128  | 10.º |
| 2014  | Moto2  | Suter       | Mapfre Aspar Team Moto2 | 18       | 0         | 0      | 0     | 0      | 57   | 16.º |
| 2018  | MotoGP | Ducati      | Reale Avintia Racing    | 5        | 0         | 0      | 0     | 0      | 1    | 28.º |
| 2020  | MotoE  | Energica    | Pons Racing 40          | 7        | 1         | 4      | 2     | 1      | 114  | 1.º  |
| 2021  | MotoE  | Energica    | HP Pons 40              | 7        | 1         | 4      | 1     | 0      | 100  | 1.º  |
| 2022  | MotoE  | Energica    | HP Pons 40              | 0        | 0         | 0      | 0     | 0      | -    | -.º  |
| Total |        |             |                         | 74       | 3         | 11     | 3     | 2      | 431  |      |

- * Temporada en curso.

#### Carreras por año
(Carreras en negrita indica pole position, carreras en cursiva indica vuelta rápida)
| Año  | Cat.   | Moto        | 1      | 2      | 3        | 4        | 5      | 6       | 7       | 8       | 9       | 10      | 11     | 12      | 13     | 14      | 15      | 16      | 17     | 18      | 19     | Pos. | Pts. |
| ---- | ------ | ----------- | ------ | ------ | -------- | -------- | ------ | ------- | ------- | ------- | ------- | ------- | ------ | ------- | ------ | ------- | ------- | ------- | ------ | ------- | ------ | ---- | ---- |
| 2010 | Moto2  | Promoharris | QAT    | SPA    | FRA      | ITA      | GBR    | NED     | CAT 19  | GER     | CZE     | IND     | RSM    | ARA     | JPN    | MAL     | AUS     | POR     | VAL    |         |        | NC   | 0    |
| 2011 | Moto2  | Suter       | QAT    | SPA    | POR      | FRA      | CAT    | GBR Ret | NED     | ITA 19  | GER 21  | CZE 19  | IND 18 | RSM DNS | ARA 20 | JPN Ret | AUS Ret | MAL 17  | VAL 18 |         |        | NC   | 0    |
| 2012 | Moto2  | Tech 3      | QAT    | SPA    | POR      | FRA      | CAT 16 | GBR     | NED     | GER     | ITA     |         |        |         |        |         |         |         |        |         |        | 19.º | 31   |
| 2012 | Moto2  | Suter       |        |        |          |          |        |         |         |         |         | IND 18  | CZE 13 | RSM 16  | ARA 8  | JPN 12  | MAL Ret | AUS 10  | VAL 6  |         |        | 19.º | 31   |
| 2013 | Moto2  | Suter       | QAT 11 | AME 13 | SPA 7    | FRA Ret  | ITA 6  | CAT Ret | NED 9   | GER 1   | IND 10  | CZE 10  | GBR 13 | RSM 15  | ARA 6  | MAL 9   | AUS 3   | JPN Ret | VAL 2  |         |        | 10.º | 128  |
| 2014 | Moto2  | Suter       | QAT 8  | AME 26 | ARG 10   | SPA 12   | FRA 17 | ITA 11  | CAT Ret | NED 26  | GER Ret | IND 12  | CZE 18 | GBR 11  | RSM 21 | ARA 8   | JPN 11  | AUS 10  | MAL 15 | VAL 11  |        | 16.º | 57   |
| 2018 | MotoGP | Ducati      | QAT    | ARG    | AME      | SPA      | FRA    | ITA     | CAT     | NED     | GER     | CZE     | AUT    | GBR     | RSM    | ARA 20  | THA 19  | JPN 17  | AUS 17 | MAL DNS | VAL 15 | 28.º | 1    |
| 2020 | MotoE  | Energica    | SPA 6  | AND 2  | RSM 4    | ERM 2    | ERM 3  | FRA 1   | FRA 6   |         |         |         |        |         |        |         |         |         |        |         |        | 1.º  | 114  |
| 2021 | MotoE  | Energica    | SPA 3  | FRA 5  | CAT 3    | NED 2    | AUT 7  | RSM 1   | RSM 13  |         |         |         |        |         |        |         |         |         |        |         |        | 1.º  | 100  |
| 2022 | MotoE  | Energica    | SPA1 5 | SPA2 7 | FRA1 Ret | FRA2 DNS | ITA1   | ITA2    | NED1 9  | NED2 16 | AUT1 8  | AUT2 10 | RSM1 4 | RSM2 5  |        |         |         |         |        |         |        | 11.º | 65   |

- * Temporada en curso.

### Campeonato Mundial de Superbikes

#### Por temporada
| Temp. | Moto                   | Equipo                                            | Carreras | Victorias | Podios | Poles | V.Ráp. | Pts. | Pos. |
| ----- | ---------------------- | ------------------------------------------------- | -------- | --------- | ------ | ----- | ------ | ---- | ---- |
| 2015  | Aprilia RSV4 RF        | Aprilia Racing Team – Red Devils                  | 26       | 1         | 4      | 0     | 0      | 247  | 5.º  |
| 2016  | BMW S1000RR            | Althea BMW Racing Team                            | 26       | 0         | 0      | 0     | 0      | 213  | 6.º  |
| 2017  | BMW S1000RR            | Althea BMW Racing Team                            | 25       | 0         | 0      | 0     | 0      | 158  | 9.º  |
| 2018  | MV Agusta 1000 F4      | MV Agusta Reparto Corse                           | 22       | 0         | 0      | 0     | 0      | 98   | 13.º |
| 2019  | Kawasaki Ninja ZX-10RR | Team Pedercini Racing by Global Service Solutions | 37       | 0         | 0      | 0     | 0      | 135  | 11.º |
| Total |                        |                                                   | 136      | 1         | 4      | 0     | 0      | 851  |      |

#### Carreras por año
(Carreras en negrita indica pole position, carreras en cursiva indica vuelta rápida)
| Año  | Moto      | 1       | 1       | 2      | 2       | 3       | 3     | 4       | 4      | 5       | 5     | 6      | 6       | 7       | 7       | 8       | 8       | 9      | 9       | 10     | 10      | 11     | 11     | 12     | 12     | 13    | 13      | Pos. | Pts. |
| Año  | Moto      | R1      | R2      | R1     | R2      | R1      | R2    | R1      | R2     | R1      | R2    | R1     | R2      | R1      | R2      | R1      | R2      | R1     | R2      | R1     | R2      | R1     | R2     | R1     | R2     | R1    | R2      | Pos. | Pts. |
| ---- | --------- | ------- | ------- | ------ | ------- | ------- | ----- | ------- | ------ | ------- | ----- | ------ | ------- | ------- | ------- | ------- | ------- | ------ | ------- | ------ | ------- | ------ | ------ | ------ | ------ | ----- | ------- | ---- | ---- |
| 2015 | Aprilia   | AUS 4   | AUS Ret | THA 4  | THA 4   | SPA 5   | SPA 4 | NED 6   | NED 6  | ITA Ret | ITA 3 | GBR 7  | GBR 7   | POR 11  | POR 7   | ITA Ret | ITA 7   | USA 5  | USA 4   | MAL 10 | MAL 3   | SPA 12 | SPA 2  | FRA 12 | FRA 8  | QAT 1 | QAT Ret | 5.º  | 247  |
| 2016 | BMW       | AUS 8   | AUS 7   | THA 8  | THA 8   | SPA 7   | SPA 5 | NED 5   | NED 15 | ITA 4   | ITA 7 | MAL 4  | MAL 13  | GBR 7   | GBR 11  | ITA 5   | ITA 7   | USA 8  | USA 6   | GER 4  | GER Ret | FRA 14 | FRA 7  | SPA 8  | SPA 8  | QAT 8 | QAT 6   | 6.º  | 213  |
| 2017 | BMW       | AUS 7   | AUS Ret | THA 7  | THA 5   | SPA 6   | SPA 7 | NED Ret | NED 7  | ITA DNS | ITA 8 | GBR 9  | GBR Ret | ITA 4   | ITA Ret | USA 7   | USA Ret | GER 9  | GER 8   | POR 6  | POR 5   | FRA 14 | FRA 8  | SPA 13 | SPA 10 | QAT 7 | QAT Ret | 9.º  | 158  |
| 2018 | MV Agusta | AUS Ret | AUS 8   | THA 10 | THA Ret | ARA Ret | ARA 8 | NED 9   | NED 6  | IMO 14  | IMO 5 | GBR 11 | GBR 9   | CZE Ret | CZE Ret | USA 9   | USA 7   | MIS 18 | MIS Ret | POR 7  | POR 13  | MAG 12 | MAG 14 | ARG    | ARG    | QAT   | QAT     | 13.º | 98   |

| Año  | Marca    | 1      | 1      | 1      | 2      | 2      | 2      | 3      | 3     | 3     | 4     | 4     | 4      | 5      | 5     | 5     | 6       | 6     | 6     | 7      | 7      | 7      | 8       | 8     | 8       | 9     | 9     | 9     | 10     | 10     | 10     | 11     | 11     | 11     | 12    | 12     | 12    | 13      | 13     | 13     | Pos. | Pts. |
| Año  | Marca    | R1     | CS     | R2     | R1     | CS     | R2     | R1     | CS    | R2    | R1    | CS    | R2     | R1     | CS    | R2    | R1      | CS    | R2    | R1     | CS     | R2     | R1      | CS    | R2      | R1    | CS    | R2    | R1     | CS     | R2     | R1     | CS     | R2     | R1    | CS     | R2    | R1      | CS     | R2     | Pos. | Pts. |
| ---- | -------- | ------ | ------ | ------ | ------ | ------ | ------ | ------ | ----- | ----- | ----- | ----- | ------ | ------ | ----- | ----- | ------- | ----- | ----- | ------ | ------ | ------ | ------- | ----- | ------- | ----- | ----- | ----- | ------ | ------ | ------ | ------ | ------ | ------ | ----- | ------ | ----- | ------- | ------ | ------ | ---- | ---- |
| 2019 | Kawasaki | AUS 11 | AUS 17 | AUS 14 | THA 11 | THA 13 | THA 10 | SPA 10 | SPA 8 | SPA 7 | NED 8 | NED C | NED 10 | ITA 11 | ITA 9 | ITA C | SPA Ret | SPA 8 | SPA 8 | ITA 12 | ITA 11 | ITA 10 | GBR Ret | GBR 9 | GBR Ret | USA 6 | USA 8 | USA 8 | POR 11 | POR 12 | POR 11 | FRA 11 | FRA 15 | FRA 10 | ARG 8 | ARG 11 | ARG 9 | QAT Ret | QAT 14 | QAT 13 | 11.º | 135  |